# Anacamptis morio
Ятрышник дремлик (лат. Anacámptis mório) — многолетнее травянистое растение; вид рода Анакамптис (Anacamptis) семейства Орхидные (Orchidaceae). Занесён в Красные книги России, Украины, Латвии, Литвы, Молдавии, Белоруссии, охраняется также в ряде стран Европы.

## Ареал и среда обитания
Европейско-средиземноморский вид. Произрастает в Европе — на восток до Прибалтики, в Средиземноморье, в Белоруссии, Молдавии, на Украине, в России.
Как правило растёт на суходольных, реже пойменных лугах среди низкого и разреженного травостоя, по краям болот, берегах рек и озёр. Иногда встречается на лесных опушках и полянах, среди гущи кустарников.

## Ботаническое описание

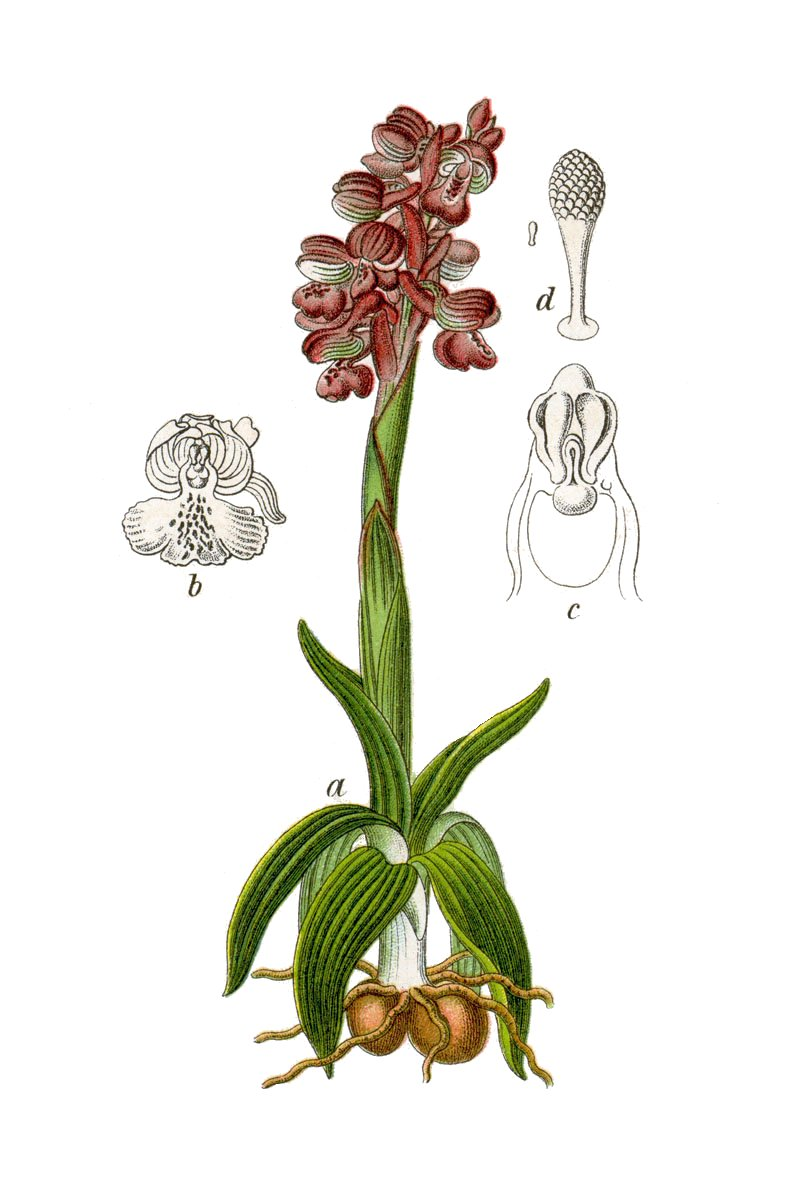

Многолетняя трава с двумя шаровидными клубнями диаметром от 1 до 1,5 см. Высота стебля от 8 до 40 см.
Чаще всего на стебле пять-семь листьев линейно-продолговатой структуры, собранных в виде розетки, три—четыре верхние — уменьшенные, чешуевидные.
Соцветие — колос из 8—15 цветков до 7 см длиной. Околоцветник имеет разную окраску, наружные листья с лилово-розовыми и белыми полосками, внутренние же — розово-пурпурные, беловато-розовые или белые. Форма цветка шлемовидная. В популяции могут встречаться цветки с разной окраской. Цветение в конце апреля — июне.

Цветок

Плодоносит в июне — июле.

## Систематика
Anacamptis morio изменчив на протяжении своего ареала, в пределах которого различают несколько его подвидов, одним из которых является subsp. picta. Этот подвид со времен Буассье приводили (в основном в ранге вида) для Крыма и Кавказа наряду с Orchis morio. С. А. Невский впервые показал, что в этих районах встречается только один таксон, и он отличается от типичного O. morio. Невский, а за ним и многие современные авторы называл его O. рicta. Согласно последним данным крымско-кавказские растения представляют собой другой подвид – subsp. caucasica. Subsp. picta встречается только в Западной Европе и характеризуется укороченной средней лопастью губы, а не превышающей боковые, как у растений из Крыма и с Кавказа.

## Разновидности
По данным The Plant List на 2017 год:
- Anacamptis morio subsp. caucasica (K.Koch) H.Kretzschmar, Eccarius & H.Dietr.
- Anacamptis morio subsp. champagneuxii (Barnéoud) H.Kretzschmar, Eccarius & H.Dietr.
- Anacamptis morio subsp. longicornu (Poir.) H.Kretzschmar, Eccarius & H.Dietr.
- Anacamptis morio subsp. picta (Loisel.) Jacquet & Scappat.
- Anacamptis morio subsp. syriaca (E.G.Camus) H.Kretzschmar, Eccarius & H.Dietr.

## Охрана
Помимо национальных Красных Книг включен в Красные Книги следующих субъектов РФ: Калининградская область, Ростовская область, а также в Красные Книги следующих областей Украины: Житомирская область, Львовская область, Полтавская область, Тернопольская область, Черниговская область.

## Хозяйственное значение и применение
Используется в народной медицине (дочерние клубни) в качестве средства при кашле, воспалениях полости рта и горла, а также как наружное средство в виде компрессов для лечения нарывов и опухолей.

## Ботаническая классификация

### Синонимы
По данным The Plant List на 2017 год, в синонимику вида входят:
- Anacamptis morio f. alba (Arcang.) F.M.Vázquez
- Anacamptis morio subsp. morio
- Helleborine athensis (Lej.) Hocq.
- Herorchis morio (L.) D.Tyteca & E.Klein
- Herorchis picta var. skorpili (Velen.) P.Delforge
- Orchis albertii A.Camus
- Orchis athensis (Lej.) Dumort.
- Orchis crenulata Gilib. [Invalid]
- Orchis intermedia Meigen & Weniger
- Orchis moria Retz. [Spelling variant]
- Orchis morio L.
- Orchis morio subsp. alba Arcang.
- Orchis morio var. albiflora Tinant
- Orchis morio var. athensis (Lej.) Dumort.
- Orchis morio subsp. athensis (Lej.) K.Richt.
- Orchis morio f. bilobulata J.Houz. ex Verm.
- Orchis morio var. carnea Sabr.
- Orchis morio var. elatior Tinant
- Orchis morio var. flava Sabr.
- Orchis morio var. gigas Podp.
- Orchis morio var. irregularis Verm.
- Orchis morio f. nana Chenev. ex M.Schulze
- Orchis morio var. parviflora Zapal.
- Orchis morio f. robustior Chenev. ex M.Schulze
- Orchis morio var. rosea Tinant
- Orchis morio var. skorpili (Velen.) Soó
- Orchis morio f. sublaxiflora Schur
- Orchis morio f. sublobatus Zapal.
- Orchis morio var. subpicta Sabr.
- Orchis morio f. subpicta (Sabr.) Soó
- Orchis morio f. unilobata J.Houz. ex Verm.
- Orchis morio var. valida Verm.
- Orchis morio var. velutina Schur
- Orchis morio f. velutina (Schur) Soó
- Orchis morio var. viridiflora Tinant
- Orchis officinalis Salisb.
- Orchis skorpili Velen.
- Serapias athensis Lej.